# جانلد برومفیلد
جانلد برومفیلد (انگلیسی: Junelle Bromfield؛ زادهٔ ۸ فوریهٔ ۱۹۹۸) دونده زن اهل جامائیکا است.
وی در مسابقات کشوری و بین‌المللی در مجموع برندهٔ ۱ مدال برنز شده‌است.